# Tikhonenkovita
La tikhonenkovita és un mineral de la classe dels halurs. Rep el seu nom d'Igor Petrovich Tikhonenkov (1927-1961), geòleg rus especialitzat en roques alcalines.

## Característiques
La tikhonenkovita és un halur de fórmula química Sr[AlF₄(OH)(H₂O)]. Cristal·litza en el sistema monoclínic. Es troba en forma de cristalls aplanats en {100}, de fins a 1 centímetre, amb prominents {010}, {011}, {102}, {111} i en formes més rares; també se'n troba en forma de rossetes radials planes, o incrustacions en druses. És un mineral dimorf de l'acuminita. La seva duresa a l'escala de Mohs és 3,5.
Segons la classificació de Nickel-Strunz, la tikhonenkovita pertany a «03.CC - Halurs complexos. Soroaluminofluorurs.» juntament amb els següents minerals: gearksutita, acuminita, artroeïta, calcjarlita, jarlita i jørgensenita.

## Formació i jaciments
És un mineral secundari format en fissures a les zones d'oxidació en filons de minerals de ferro en les bretxes tectòniques. Sol trobar-se associada a altres minerals com: gearksutita, karasugita, fluorita, celestina, estroncianita, limonita, hematites o quars. Va ser descoberta l'any 1964 al dipòsit de terres rares, estronci, bari, ferro i fluorita de Karasug, a Tannu-Ola Range (Tuvà, Rússia), l'únic indret on se n'ha trobat.